# Briggs contro Elliott

Separazione nelle scuole prima del processo Brown del 1954. Legenda:
•Rosso:obbligatoria
•Giallo: nessuna legge in merito
•Azzurro: opzionale o con limitazioni
•Verde: illegale

Il caso Briggs contro Elliott, del 1952, è un appello della Corte Distrettuale degli Stati Uniti per il distretto orientale della Carolina del Sud che si pose contro la segregazione nelle scuole di Summerton, nella Carolina del Sud. Fu il primo dei cinque casi riuniti nel processo Brown v. Board of Education del 1954, il famoso caso in cui la Corte Suprema degli Stati Uniti dichiarò illegale la segregazione razziale nelle scuole pubbliche, poiché in disaccordo con il quattordicesimo emendamento per la tutela dei diritti e dell'uguaglianza. A seguito della decisione sul caso Brown, la corte distrettuale sentenziò l'incostituzionalità della segregazione nelle scuole e varò leggi in merito per rendere obbligatoria l'integrazione nelle scuole statali.